# ブレスト (フランス)

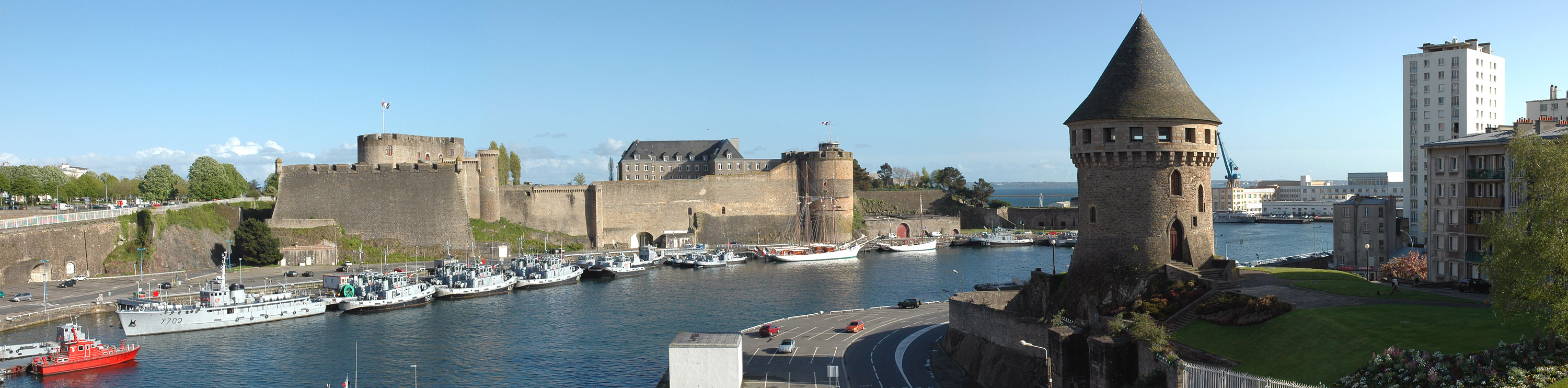
ブレスト

ブレスト（Brest）は、フランス西部、ブルターニュ半島西端に位置する港湾都市。フランス最大の軍港である。ブルターニュ地域圏フィニステール県所在。ヨーロッパ最大規模のブレスト停泊地に面しており、ブレスト鎮守府・戦略海洋部隊司令部・海事博物館であるブレスト城を有する。

## 歴史
3世紀から4世紀にかけてローマ人が城塞を築き、中世にはブルターニュ公国領となって、百年戦争ではイングランド軍が上陸してきたこともあった。1532年にフランス王国領に編入され、カナダやインドへの植民の基地ともなった。16世紀後半、古い城塞が要塞化された。
昔からフランス海軍最大の軍港であり、第二次世界大戦中はフランスを占領したドイツの潜水艦基地となった。このため連合軍の空襲を受けて町は破壊され、戦後は1960年頃まで町の復興が続いた。また、ドイツ占領下では旧日本海軍が実施した遣独潜水艦作戦のうち、第二次遣独艦伊号第八潜水艦が目的地であるブレストに入港している。

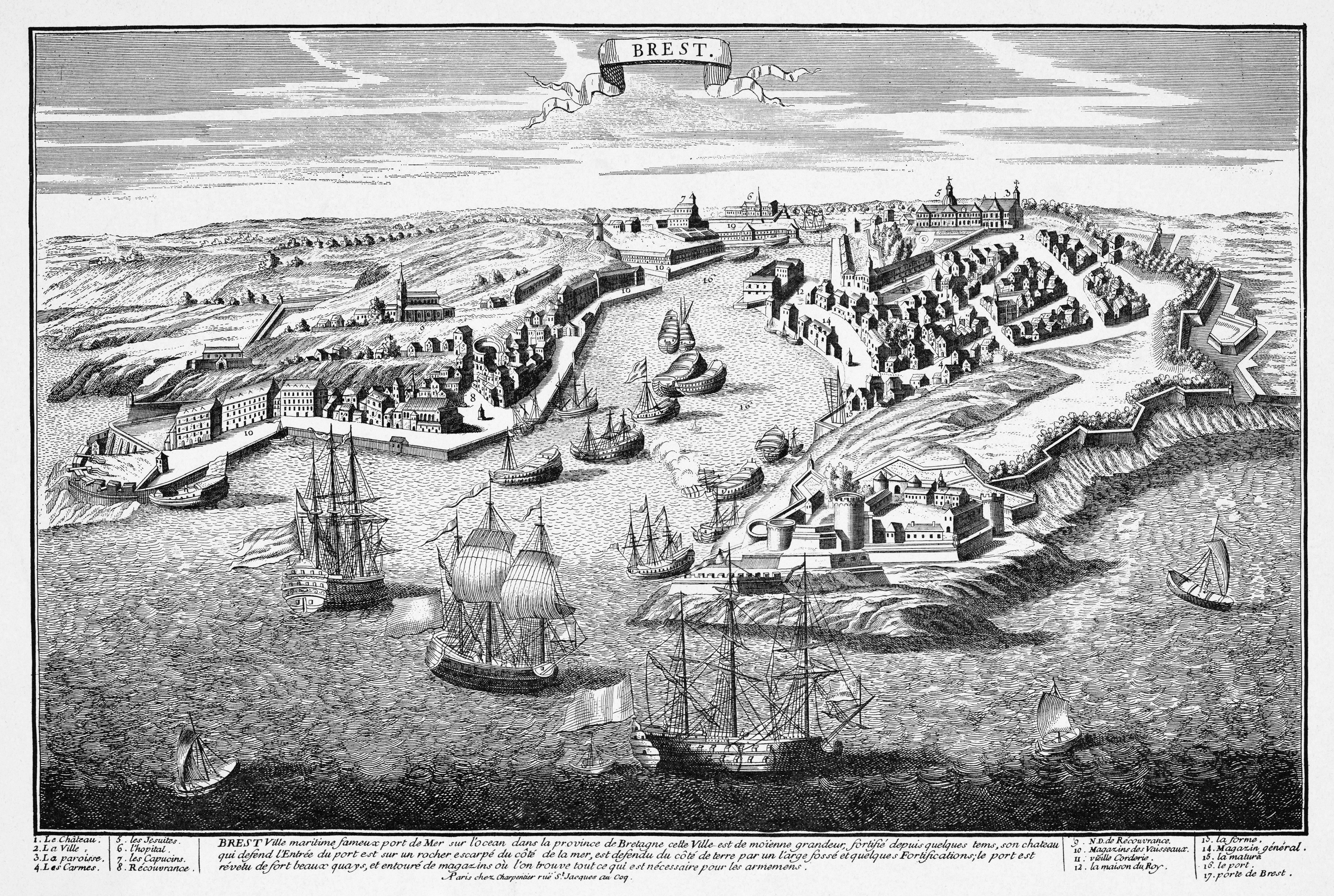
18世紀のブレスト
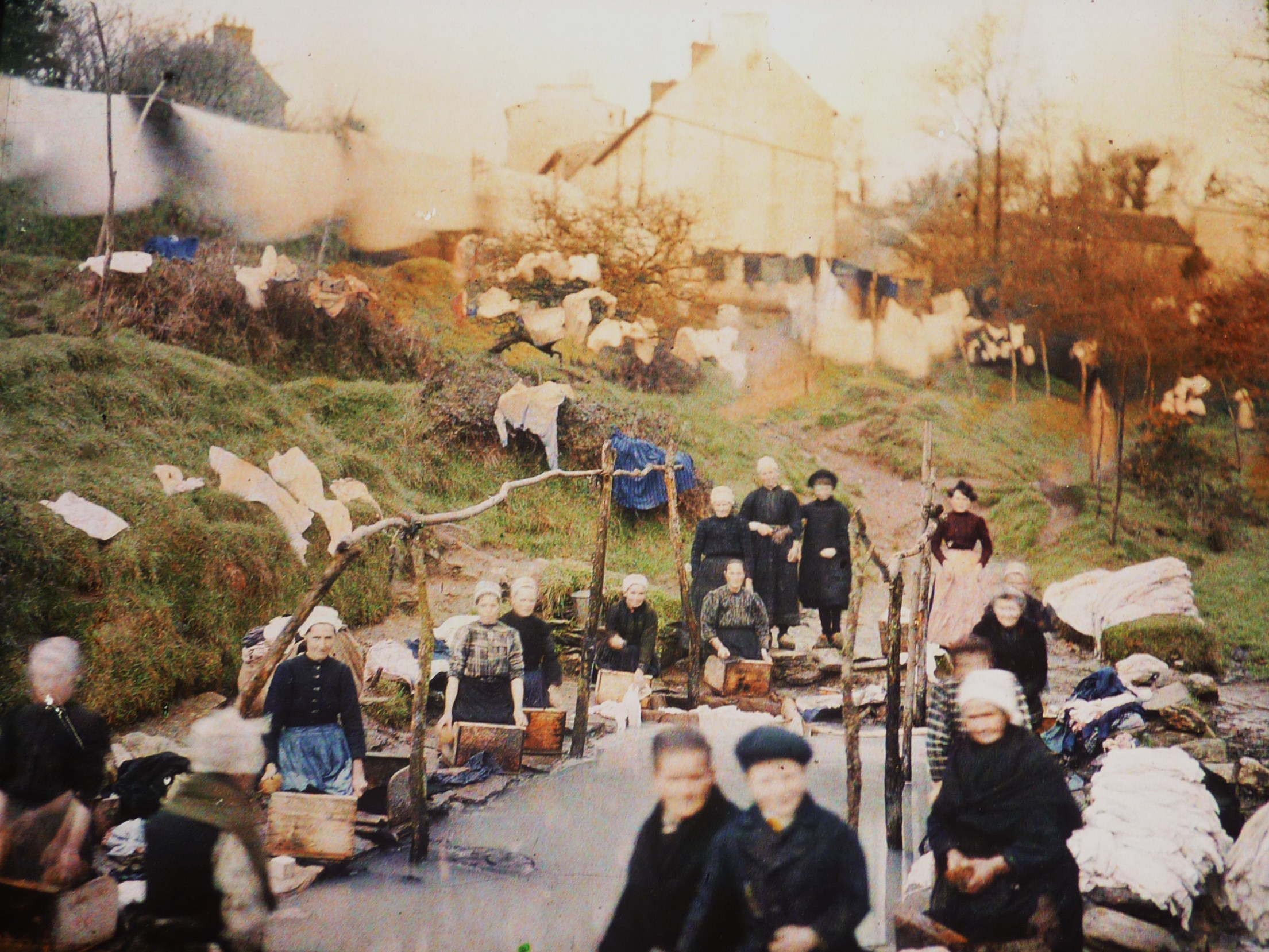
ブレストのサンピエール・キルビニョン村の洗濯場。1912年
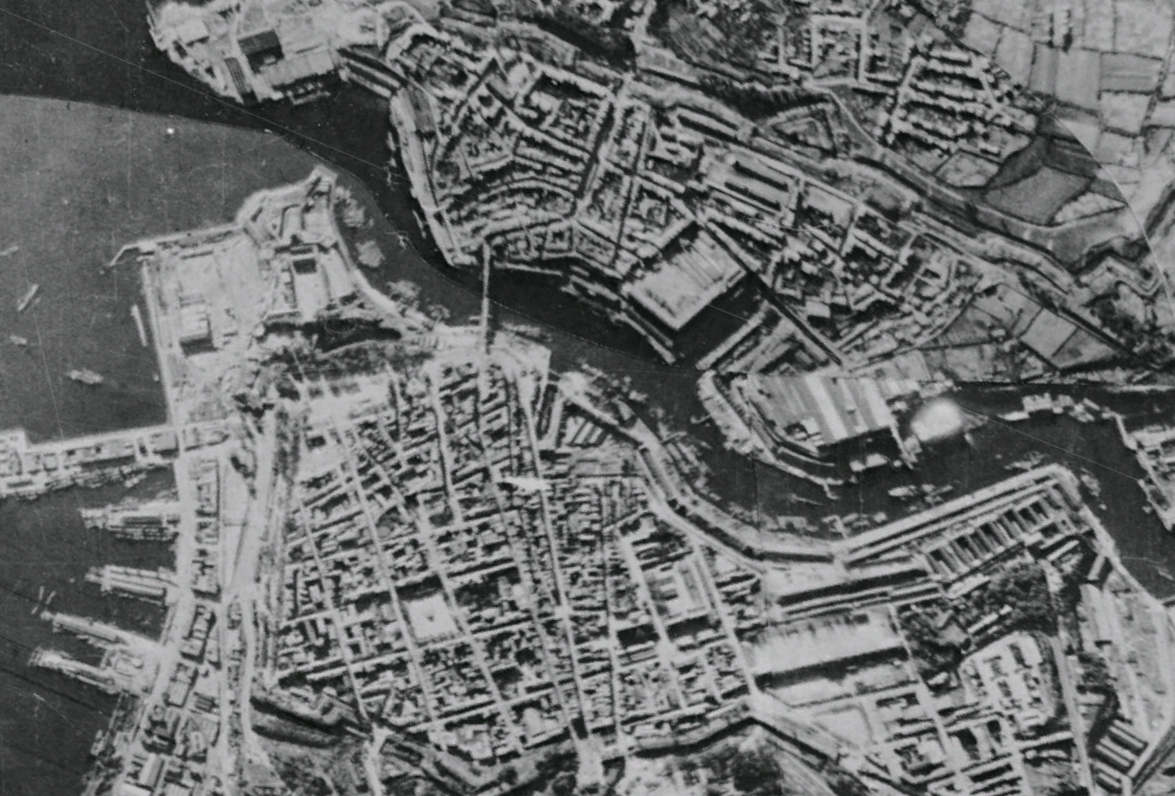
1943年のブレスト

## 人口統計
参照元:1999年までEHESS、2000年以降INSEE

## 教育・研究機関
- ブレストには総合大学としてブルターニュ・オキシダンタル大学（英語版）が置かれており、海洋科学、人文学・社会科学、理学・科学技術学・健康科学、法学・経済学・経営学、スポーツ科学の学位コースがある。

- ブレストには高等教育機関（グランゼコール）が数校ある。国立ブルターニュ先端技術学校（英語版）（軍管轄）、ISEN電気工科学院（英語版）やESC・ブルターニュ＝ブレスト（英語版）がブレストに設置されている。ブレスト郊外プルザネには国立ブレスト高等技術学校や、国立ブルターニュ高等電気通信学校（英語版）が置かれ、同じくブレスト郊外ランヴェオックには海軍士官学校（英語版）がある。

- 研究機関としては、フランス海洋開発研究所（英語版）、フランス極地研究所（英語版）、海洋汚染防止センター（フランス語版）、フランス海軍水路海洋情報部（英語版）が設置されている。

## 観光

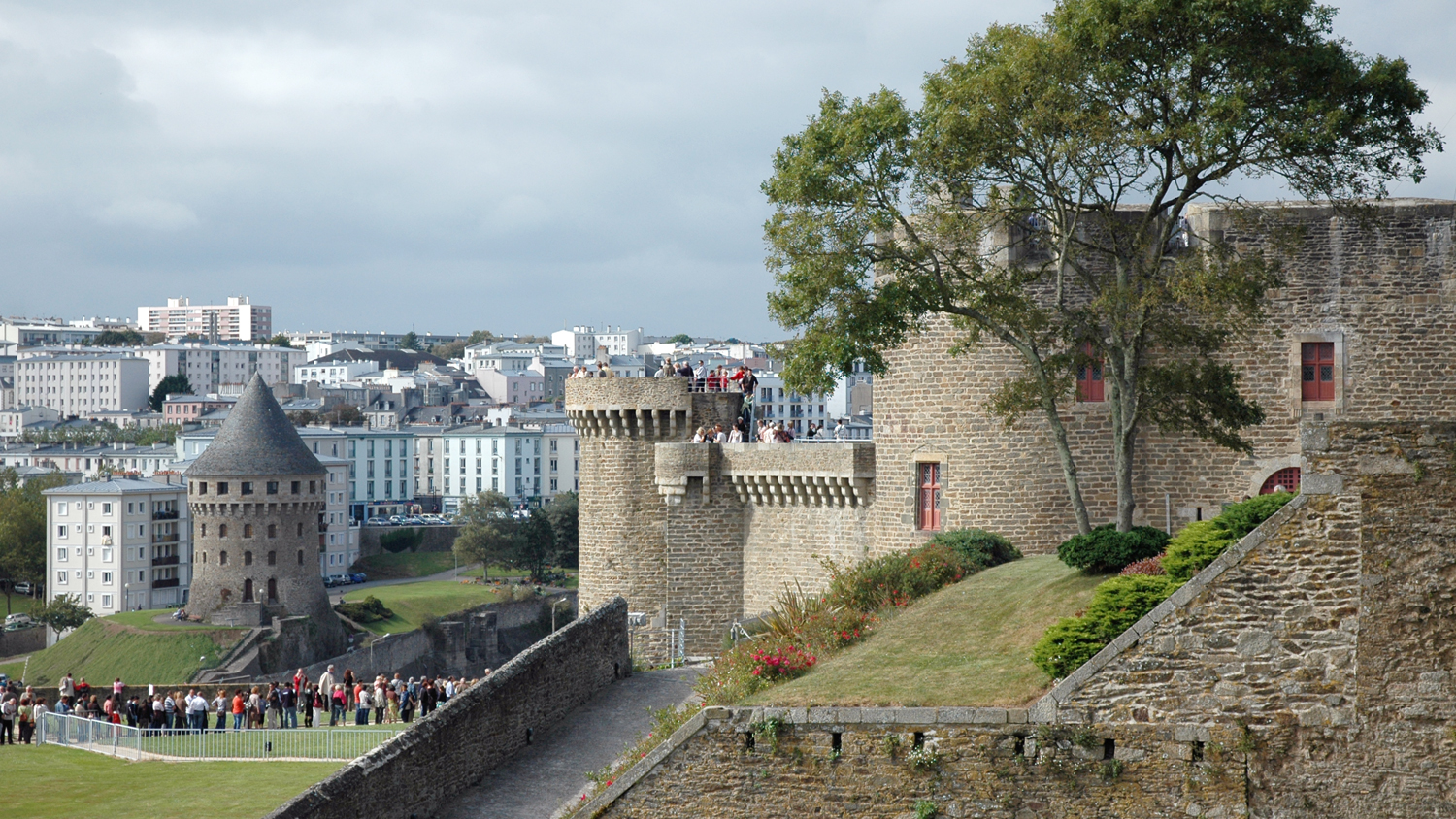
ブレスト城
防衛の要所として、古代から現代まで活躍する要塞である。現在、フランス海軍が所有し、国立海軍博物館として公開されている。
オセアノポリス水族館
1990年開館

## 気候および文化
- フランス北西部のアルモリカン気候区は四季ともに多雨で、とりわけ軍港のあるブレスト港を含むブルターニュ地方は雨がきわめて多い。パリの降雨量は年間580ミリ前後だが、秋冬にとくに雨の降るブレストは、年間1200ミリ前後の降雨量を有する。年間220日も降るブレストは、第二次大戦中は、一時ドイツ潜水艦の基地となっていた。[4]
- ジャック・プレヴェールの詩「バルバラ」≪Barbara≫はブレスト港をめぐる悲痛な愛の詩で、その詩の中でも雨は小止みなく降っている。
- 1947年のジャン・ジュネの小説『ブレストの乱暴者』≪Querelle de Brest≫でもすぐに雨と霧になる。

## スポーツ
- スタッド・ブレスト29 - サッカークラブ

ブレストは、最古のサイクリングイベントとしても知られるブルベの最高峰、パリ・ブレスト・パリランドヌールの折り返し都市でもある。
2008年には、ツール・ド・フランスの出発地になった。

## ブレスト出身の人物
- アラン・ロブ＝グリエ - 小説家・映画監督
- ピエール・ブリス - 俳優
- ベアトリス・ダル - 女優
- ヤン・ティルセン - ミュージシャン
- ヴィクトル・セガレン (1879-1919) - 詩人・作家
- ゴンサロ・イグアイン - アルゼンチン代表サッカー選手
- ジャン・クラ (1879-1932) - 作曲家、海軍士官
- コレット・クラ (1908-1953) - ピアニスト、ジャン・クラの次女

## 交通

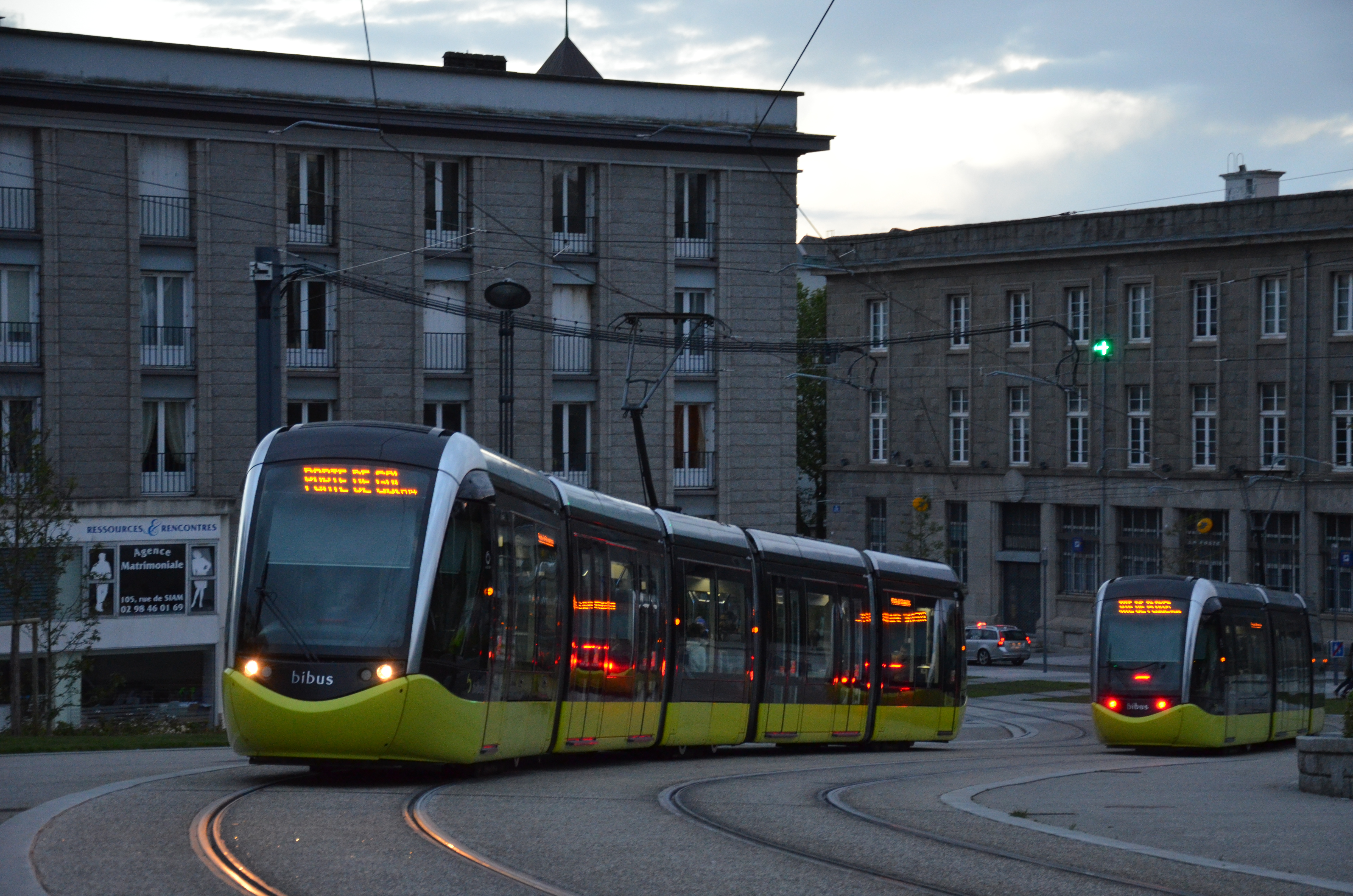
市内を走るトラム

市内には、リベルテ広場とルクヴランス橋とを結ぶシャム通りがある。1686年6月18日、シャム アユタヤ王朝の王ナーラーイへのルイ14世からの訪問使節ショーモン侯爵アレクサンドル2世がフランスへの帰国の際に、ルイ14世への返礼使節シャム高官コーサーパン一行が同乗し、ブレストに最初に着いたことから通り名に付けられた。当通りの当初の名称は、ルイ14世時代の卓抜した軍事技術者ヴォーバンが起工した「サン＝ピエール通り（Rue Saint-Pierre）」だったが、第二次世界大戦後の瓦礫の山と化したブレスト復興の際に現在の名前に改称した。
ブレストとレンヌとを結ぶ国道12号線、ナントとを結ぶ国道165号線の2本の高速道路、西部方面とを結ぶ国道265号線が街につながっている。また、欧州自動車道路の幹線の1つであるE50号線の西側の起点が存在する。
フランス国鉄のブレスト駅には、TERの電車やモンパルナス駅とを結ぶTGVが発着する。ブレスト・パリ間の所要時間は、早くて4時間20分である。駅に隣接するバスターミナルからは、フィニステール県会による長距離バスが発着している。
ブレスト都市圏では、Bibusと呼ばれるバスとトラムを合わせた交通網が敷かれている。トラムは2012年に運行を開始した。
ブレスト・ブルターニュ空港は、ブレストの東隣のコミューンであるギパヴァにあり、ブルターニュ地域圏で最も大きな空港である。

## 姉妹都市
- カディス（スペイン）
- コンスタンツァ（ルーマニア）
- デンバー（アメリカ合衆国コロラド州）
- ダン・レアリー（アイルランド）
- キール（ドイツ連邦共和国）
- プリマス（イギリス）
- サポネ（ブルキナファソ）
- ターラント（イタリア共和国）
- 横須賀市（日本）